# Tuffi ai campionati europei di nuoto 2020 - Piattaforma 10 metri sincro maschile
Il concorso della piattaforma 10 metri sincro maschile  ai Campionati europei di nuoto 2020 si è svolto il 15 maggio 2021 alla Duna Aréna di Budapest in Ungheria e vi hanno preso parte 8 coppie di atlete, provenienti da altrettante diverse nazioni.

## Medaglie
| Posizione | Atleti                           | Paese         |
| --------- | -------------------------------- | ------------- |
| Oro       | Tom Daley Matty Lee              | Gran Bretagna |
| Argento   | Aleksandr Bondar Viktor Minibaev | Russia        |
| Bronzo    | Timo Barthel Patrick Hausding    | Germania      |

## Risultati
La gara è iniziata alle ore 17:00 (UTC+1.
| Class   | Nazione       | Tuffatori                                     | Punti | Punti | Punti | Punti | Punti | Punti | Punti  |
| Class   | Nazione       | Tuffatori                                     | T1    | T2    | T3    | T4    | T5    | T6    | Totale |
| ------- | ------------- | --------------------------------------------- | ----- | ----- | ----- | ----- | ----- | ----- | ------ |
| Oro     | Gran Bretagna | Tom Daley Matty Lee                           | 52.80 | 54.00 | 86.40 | 97.20 | 92.82 | 94.35 | 477.57 |
| Argento | Russia        | Aleksandr Bondar Viktor Minibaev              | 54.00 | 54.00 | 79.56 | 95.04 | 93.24 | 96.12 | 471.96 |
| Bronzo  | Germania      | Timo Barthel Patrick Hausding                 | 52.80 | 50.40 | 76.80 | 79.92 | 87.72 | 76.68 | 424.32 |
| 4       | Armenia       | Vartan Bayanduryan Vladimir Harutyunyan       | 48.00 | 49.80 | 71.04 | 67.50 | 78.84 | 70.20 | 385.38 |
| 5       | Ucraina       | Oleh Serbin Oleksii Sereda                    | 51.60 | 53.40 | 76.80 | 48.51 | 71.10 | 80.64 | 382.05 |
| 6       | Italia        | Andreas Sargent Larsen Eduard Timbretti Gugiu | 48.60 | 49.80 | 70.20 | 58.41 | 76.23 | 63.36 | 366.60 |
| 7       | Grecia        | Nikolaos Molvalis Athanasios Tsirikos         | 51.00 | 51.00 | 59.40 | 63.51 | 59.52 | 72.96 | 357.39 |
| 8       | Bielorussia   | Artsiom Barouski Uladzislau Sonin             | 46.80 | 47.40 | 69.12 | 62.10 | 56.43 | 63.36 | 345.21 |